# آدنا چافی جونیور
آدنا چافی جونیور (انگلیسی: Adna R. Chaffee Jr.; ۲۳ سپتامبر ۱۸۸۴ – ۲۲ اوت ۱۹۴۱) سرلشکر نیروی زمینی ایالات متحده آمریکا بود، که در فاصله سال‌های ۱۹۴۰ تا ۱۹۴۱ به‌عنوان نخستین فرمانده شاخه زرهی نیروی زمینی ایالات متحده آمریکا فعالیت می‌کرد. وی به‌علت نقشش در توسعه و شکل‌گیری یگان‌های تانک ارتش آمریکا، به‌عنوان پدر نیروی زرهی ایالات متحده شناخته می‌شود.
چافی فعالیت نظامی را از سال ۱۹۰۶ در نیروی زمینی آمریکا آغاز کرد، از ۱۹۳۷ تا ۱۹۳۸ فرمانده تیپ ۷ پیاده بود و از ۱۹۳۸ تا ۱۹۴۰ فرماندهی سپاه یکم زره‌پوش را برعهده داشت. پدر وی؛ سپهبد آدنا چافی بود، که به‌عنوان دومین رئیس ستاد نیروی زمینی آمریکا فعالیت می‌کرد.